# Руис, Феликс
Феликс Руис Габари (14 июля 1940 — 11 февраля 1993) — испанский футболист.

## Биография

### Клубная карьера
Руис дебютировал в профессиональном футболе в сезоне 1958/59 в составе «Осасуны», ему было всего 18. Он начал сильно, сыграв 20 матчей и забив 6 голов; «Осасуна» финишировала восьмой в чемпионате.
После такого хорошего старта Руис впечатлил ещё больше, забив восемь голов в 29 играх в течение 1959/60 сезона, но он не смог предотвратить вылет «Осасуны» из элиты и решил сменить клуб.
Руис провёл некоторое время без клуба. Он дебютировал за «Реал Мадрид» в сезоне 1961/62, Руис принял участие в 12 матчах и забил три гола, также в том сезоне он выиграл Ла Лигу. В том же сезоне он выиграл кубок Испании по футболу после победы над «Севильей» со счётом 2:1.
Феликс нашёл свою игру в следующем сезоне, сыграв 23 матча и забив 13 голов, он завоевал доверие лидеров команды с и выиграл испанскую лигу 1962/63 и 1963/64.
В течение 1964/65 сезона Руис сыграл меньше матчей, забив 4 гола.
1965/66 сезон не принёс «Реалу» чемпионского титула, команда заняла второе место после своего соседа, «Атлетико Мадрид». «Реал» провёл удачную кампанию в Кубке европейских чемпионов 1965/66, обыграв «Фейеноорд» (2:1, 0:5), «Килмарнок» (2:2, 1:5), «Андерлехт» (1:0, 2:4), «Интернационале» (1:0, 1:1) и в финале был побеждён «Партизан» со счётом 2:1 (Руис в финале не играл).
Руис сыграл 20 матчей в 1966/67 сезоне, он выиграл чемпионат Испании, забив 5 голов. В 1967/68 сезоне он провёл только 3 игры и забил 2 гола, в том сезоне он выиграл свой последний чемпионат Испании, и покинул клуб после этого успеха. Его последним клубом стала команда из испанской терцеры «Толука Сантандер».

### Карьера в сборной
Провёл за сборную 4 игры. Забил свой единственный гол 10 декабря 1961 года на стадионе «Ив дю Мануар» в матче со сборной Франции (1:1). Играл на Евро-1964, на котором Испания выиграла титул чемпиона Европы, однако он не участвовал в полуфинале и финале.